# Jim Fuchs
James "Jim" Emanuel Fuchs, född 6 december 1927 i Chicago, död 8 oktober 2010 i New York, var en amerikansk friidrottare.
Fuchs blev olympisk bronsmedaljör i kulstötning vid sommarspelen 1948 i London och vid sommarspelen 1952 i Helsingfors.